# Hyles robertsi
Hyles robertsi är en fjärilsart som beskrevs av Butler 1880. Hyles robertsi ingår i släktet Hyles och familjen svärmare. Inga underarter finns listade i Catalogue of Life.